# Рио Негро (департамент)
Рѝо Нѐгро (на испански: Río Negro) е един от 19-те департамента на южноамериканската държава Уругвай. Намира се в западноцентралната част на страната. Общата му площ е 9282 км², а населението е 54 765 души (2011). Основан е през 1868 г. Негова столица е град Фрай Бентос.